# میعان

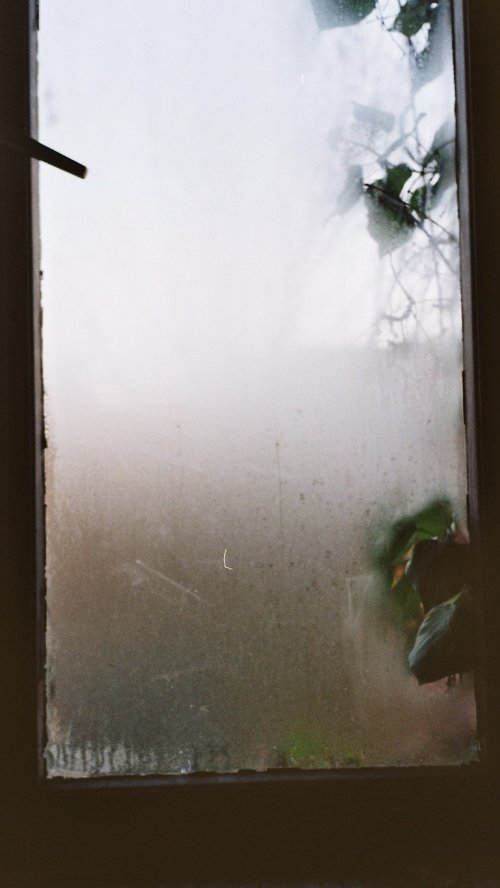
نمایی از ساختار تراکم میعان بر روی یک پنجره

میعان یا چگالش (در شیمی-فیزیک) (به انگلیسی: Condensation)، به معنای مایع‌شدن است و در اصطلاح، به تبدیل گاز یا فاز گازی به مایع تحت شرایط فیزیکی و شیمیایی مانند تغییر فشار و دما و غیره گفته می‌شود، مانند باریدن باران که یک نوع میعان است.

## رابطه میعان و تبخیر
باید بدانیم که میعان پدیده‌ای جدا از تبخیر نیست و بین این دو تبدیل فاز رابطه تنگاتنگی وجود دارد، بحث دربارۀ میعان باعث به میان آمدن مفاهیمی از تبخیر می‌شود و برعکس.

## آنتالپی تبخیر مولی، عکس میعان مولی
انرژی جنبشی مولکول‌های یک مایع از توزیع ماکسول - بولتزمن پیروی می‌کند که نظیر توزیع انرژی جنبشی بین مولکولهای یک گاز است. انرژی جنبشی مولکول معینی از یک مایع ضمن برخورد با سایر مولکول‌ها پیوسته تغییر می‌کند؛ ولی در لحظه‌ای معین، تعدادی از مولکول‌های یک مجموعه مولکول دارای انرژی نسبتاً زیاد و تعدادی دارای انرژی نسبتاً کم هستند. فراریت تعدادی از مولکول‌های با انرژی زیاد از مایع سبب می‌شود که انرژی جنبشی متوسط مولکول‌های باقی‌مانده در مایع کاهش یابد و از دمای کاسته شود.
وقتی مایعی از یک ظرف سرباز تبخیر می‌شود، انتقال گرما از محیط به مایع صورت می‌گیرد و در نتیجه، دمای مایع ثابت باقی می‌ماند و به این ترتیب، ذخیره مولکول‌های پرانرژی تأمین می‌شود و این فرایند تا تبخیر تمام ادامه می‌یابد. مقدار کل گرمای لازم برای تبخیر یک مول از مایع در دمای معین آنتالپی مولی آن مایع نامیده می‌شود. در دمای ۲۵ċ
H2O(l) ↔ H2O(g) ∆Hv = +۴۳٫۸kj
فرایند فوق فرآیندی برگشت‌پذیر است؛ یعنی عکس فرایند و تبدیل مولکول‌های گازی به مایع نیز صورت می‌گیرد؛ ولی این فرایند، فرآیندی گرمازا خواهد بود؛ یعنی مولکول‌های گاز برای اینکه به مایع تبدیل شوند، به محیط گرما خواهند داد و میعان صورت خواهد گرفت. آنتالپی تبخیر معمولاً در نقطه جوش عادی و بر حسب کیلو ژول بر مول درج می‌شود. گرمای تبخیر یک مایع هم شامل انرژی لازم برای غلبه بر نیروهای جاذبه بین مولکولی و هم شامل انرژی لازم برای انبساط گاز است.

## آنتالپی میعان مولی
وقتی یک مول بر اثر تراکم به مایع تبدیل می‌شود، انرژی آزاد می‌شود. این تغییر آنتالپی را «آنتالپی میعان مولی» می‌نامیم. این کمیت دارای علامت منفی است؛ ولی از نظر عددی برابر با گرمای تبخیر مولی در همان دما می‌باشد؛ یعنی:
H2O(g) → H2O(l) ∆Hc = -۴۳٫۸kj
آنتالپی میعان یک گاز با آنتالپی تبخیر مولی از نظر عددی برابر است. آنتالپی تبخیر یک مایع با افزایش دما کاهش می‌یابد و در دمای بحرانی جسم، مقدار آن به صفر می‌رسد. پس برای میعان یک گاز باید دما را کاهش دهیم و این کاهش باید به‌طور منظم انجام گیرد.

## جدول
| بهاز   | جامد   | مایع  | گاز      | پلاسما |
| ------ | ------ | ----- | -------- | ------ |
| جامد   |        | ذوب   | تصعید    |        |
| مایع   | انجماد |       | تبخیر    |        |
| گاز    | چگالش  | میعان |          | یونش   |
| پلاسما |        |       | بازترکیب |        |